# Tri lige
Tri lige je bilo zavezništvo iz leta 1471 sestavljeno iz Lige Božje hiše, Lige desetih jurisdikcij in Sive lige, kar je sčasoma privedlo do nastanka švicarskega kantona Graubünden. Večina dežel Graubündena so bile del rimske province Retija v 15 pred našim štetjem. Območje je bilo kasneje del ozemlja škofije Chur.

## Liga Božje hiše
29. januarja 1367 je bila ustanovljena Liga Božje hiše (nemško Gotteshausbund, italijansko Lega Caddea, retoromansko Lia da la Chadé), zato da bi se uprla naraščajoči moči škofije Chur in Habsburžanov. Škof Peter Gelyto se je odzval s prenosom škofije na Habsburžane v zameno za pokojnino iz vojvodske hiše.
Listino o ligi so podpisali odposlanci stolničnega kapitlja, škofovski ministeriali, mesto Chur in okrožja Domleschg, Schams, Oberhalbstein, Oberengadin, Unterengadin in Bergell. Druga okrožja so se ligi pridružila pozneje, vključno s Poschiavo leta 1408 in Vier Dorfer leta 1450.
Nekaj časa so se Unterengadin, Münstertal in zgornji Vinšgau odločale med škofijo Chur in grofijo Tirolsko. Medtem ko bi se lahko prvi dve otresli vladavine Habsburžanov kot grofje Tirolske leta 1618, je bil Untercalven ločen od lige, kot zadnji del Vinšgaua.
S svojim središčem v Churu, je bila liga sestavljena iz naslednjih okrajev:
- Chur
- Bergell: okraj Ober- in Unterporta
- Calven: okraj Obercalven (Münstertal) in Untercalven (Zgornji Vinšgau)
- Domleschg: okraj Ortenstein (od 1788 razdeljen v: Ortenstein im Boden in Ortenstein im Berg) in Fürstenau
- Greifenstein: okraj Bergün in Obervaz
- Oberengadin: (razdeljen od 1438) okraj Sur in Suot Funtauna Merla
- Oberhalbstein: okraj Oberhalbstein in Tiefencastel
- Poschiavo
- Ramosch-Stalla-Avers: okraj Ramosch in Stalla (Bivio)–Avers
- Unterengadin: okraj Ober- in Untertasna
- Vier Dörfer

## Siva liga
Siva Liga (retoromansko Lia Grischa) je bila ustanovljena leta 1395 v Zgornji dolini Rena, kot odziv na različne spore med baroni v Belmontu, gospostvom Sax, baroni Rhäzünsi, baroni Vaz, grofijo Werdenberg, samostan Disentis in škofijo Chur. Središče lige je bil Ilanz. Ime Siva liga izhaja od ročno tkanih sivih oblek, ki so jih nosili ljudje; po imenu lige je kasneje dobil ime kanton Graubünden.
16. marca 1424 je bila v Trunu ustanovljena zveza, ki je obsegala:
- Opata in dvor samostana Disentis;
- Baron Rhäzüns — zase, njegovo gospostvo in njegove občine Safien, Tenna in Obersaxen;
- Baron Sax-Misox — zase in njegovi Ilanz, Gruob, Lugnez, Vals, Castrisch in Flims;
- Grofija Werdenberg-Heiligenberg z vsemi subjekti, vključno Trin in Tamins;
- Skupnosti nad Flimserwaldom, skupaj z Rheinwaldom in Schamsom.

Že pred 1440, so se Ligi pridružila gospostva Löwenberg, Thusis, Tschappina in Heinzenberg, kljub grofiji Werdenberg-Sargans, ki ji je bilo to prepovedano. Leta 1441 se je pridružil samostan Cazis; leta 1480 še soseske Mesocco in Soazzo v Misox in leta 1496 Gian Giacomo Trivulzio skupaj z okrožji Misox in Calanca.
Siva liga je obsegala osem okrožij:
- Disentis
- Lugnez: okraj Lugnez in Vals
- Gruob: okraj Gruob, Schleuis in Tenna
- Waltensburg: okraj Waltensburg, Laax in Obersaxen
- Rhäzüns: okraj Rhäzüns, Hohentrins in Flims
- Schams-Rheinwald: okraj Rheinwald in Schams
- Thusis: okraj Thusis, Heinzenberg, Tschappina in Safien
- Misox: okraj Misox, Roveredo in Calanca

## Liga desetih jurisdikcij
Tretja liga je bila ustanovljena 8. junija 1436, ki so jo ustanovili ljudje v desetih Bailiffovih okrožjih v nekdanjem okrožju Toggenburg, kot je dinastija Toggenburg izumrla. Liga je bila imenovana Zveza desetih jurisdikcij (nemško Zehngerichtebund, retoromansko Ligia da las diesch dretgiras), z glavnim mestom v Davosu in je bila sestavljena iz:
- grad Belfort
- Davos
- Klosters
- Castels
- Schiers
- Schanfigg (St. Peter)
- Langwies
- Strassberg (Churwalden)
- Maienfeld (mesto in grad)
- Grad Neu-Aspermont (ki je imel jurisdikcijo čez Jenins in Malans)

Zveza je bila namenjena predvsem uporu nad habsburško širitvijo v regiji in je upravljala v sedmih okrožjih:
- Davos
- Klosters: okraj Klosters-Innerschnitz in Klosters-Ausserschnitz
- Castels: (razdeljena od 1622) okraj Luzein in Jenaz
- Schiers-Seewis: (razdeljena od 1679) okraj Schiers in Seewis
- Maienfeld: okraj Maienfeld in Malans
- Belfort: okraj Churwalden in (razdeljena od 1613) Inner- in Ausserbelfort
- Schanfigg: okraj St. Peter (Ausserschanfigg) in Langwies

## Zveza lig
Tri ločene Lige so sprva sodelovale neuradno, kot leta 1450 v Schamserfehde, v konfliktu s hišo Werdenberg-Sargans, v katerem je bila Liga desetih jurisdikcij v zavezništvu z Ligo Božje hiše. Skupne seje Treh lig so evidentirane od 1461; tesnejše povezave segajo do 1471, ko sta se obe ligi povezali s Sivo ligo, vendar ni nobenega dokazila o tem. Leta 1497 in 1498 so se Lige povezale s Staro Švicarsko konfederacijo, ko so Habsburžani v švabski vojni tri leta pozneje, leta 1496, pridobili posesti izumrle dinastije Toggenburg. Habsburžani so bili poraženi v bitki za sotesko Calven in Dornach in morali priznati Ligo.
Po letu 1499 se je svobodna država de facto ločila od Svetega rimskega cesarstva in razvila v 16. stoletju v politični subjekt, ki je edinstven v zgodnji moderni Evropi. V začetku 17. stoletja, je bila edino ozemlje v Evropi, kjer so bile vse odločitve v zvezi s komunalizmom, z ligo utemeljene, urejane in branjene s sklepi sprejetimi s sodelovanjem.
Musso vojna (oborožen konflikt med zvezo Treh ligv Graubündenu, pridruženo Stari Švicarski konfederaciji in Milansko vojvodino) leta 1520 je pripeljala Tri lige bližje Švicarski konfederaciji.
Z Bundesbrief iz 23. septembra 1524 je nastala ustava Svobodne države, ki je veljala do Napoleonovega propada. Vrhovna moč v Svobodni državi je bil Bundestag, sestavljen iz 63 poslancev iz odgovornih volilnih enot. Sestajal se je izmenično v Ilanzu, Churu in Davosu. Po današnjih standardih, bi Tri lige veljale za zvezo treh držav, ne pa eno samo; zveza je imela nekaj sicer pristojnosti, a praktično vse zadeve Svobodne države so bile sprejete z referendumom.
Zakon iz Ilanza iz leta 1524 in 1526 je zmanjšal moč škofa iz Chura in okrepil povezavo med članicami Treh lig. Prvi zakon sprejet 4. aprila 1524 je zahteval, da duhovniki živijo v skupnosti, ki ji služijo, da se resno skrbi za duhovne potrebe svoje kongregacije in živi pravično življenje. V skupnosti so imeli pravico, da izberejo svoje duhovnike in omejijo škofa iz sodnih posvetnih zadev. Drugi zakon je bil sprejet 25. junija 1526. Ta je popolnoma odstranil posvetno moč škofa. Župnije so lahko sedaj izbirale svoje duhovnike in za imenovanje škofa je bila potrebna odobritev celotnega Bundestaga. Poleg tega cerkveni voditelji niso več imenovali posvetnih uradnikov, samostani so bili pod vladnim nadzorom, odpravljene ali zmanjšane so bile razne desetine. Zakoni so ostali pravi Lige do francoske invazije leta 1798. Posvetna oblast Lige je postala največja moč v regiji.
Z invazijo na Švico s strani francoske revolucionarne vojske, so bile Tri lige absorbirane v Helvetsko republiko kot kanton Retija. Z Napoleonovim zakonom o mediaciji so bile Lige vključene v obnovljeno Švicarsko konfederacijo - kot kanton Graubünden - leta 1803; sedanja ustava kantona izvira iz leta 1892.
Okrožja Chiavenna, Valtellina in Bormio, ki so prej pripadala Ligi, niso bila nikoli del kantona Retija, še več, bila so ločena od Lige in 10. oktobra 1797 priložena k Cisalpinski republiki. Okrožja so bila kasneje, po dunajskem kongresu, pridružena avstrijskemu Lombardsko-beneškemu kraljestvu in sčasoma postala italijanska pokrajina Sondrio. Mesto Campione se je podobno oddaljilo od Landvogtei Lugano, kar jih je pripeljalo do svojega trenutnega položaja kot italijanska enklava v Ticinu.